# Wiener Gemeindebezirke

Wiener Gemeindebezirke

Wien gliedert sich politisch in 23 Gemeindebezirke (Stadtbezirke). Von den Wienern werden die Bezirke entweder mit ihren Namen (wie „Hernals“) oder mit ihren Nummern bezeichnet („17. Bezirk“ oder auch „Der Siebzehnte“, schriftlich auch „Wien 17“ oder „Wien XVII“). Diese Nummern befinden sich auf jedem Straßenschild vor dem Straßennamen (etwa „17., Pezzlgasse“) und bilden auch die zweite und dritte Stelle der Postleitzahl (1010 für den 1. Bezirk bis 1230 für den 23. Bezirk; 1300 bezeichnet den nicht im Stadtgebiet gelegenen Flughafen Wien, 1400 die Poststelle des Vienna International Centre). Umgangssprachlich wird manchmal anstelle der Bezeichnung „Bezirk“ auch „Hieb“ verwendet.

## Gemeindebezirk und Bezirksteil (Definitionen)
Der Wiener Gemeindebezirk ist nicht mit dem Begriff des politischen Bezirks der sonstigen österreichischen Verwaltungsgliederung vergleichbar, der einen Amtsbereich einer Bezirkshauptmannschaft mit etlichen Gemeinden darstellt: Die Gemeinde Wien steht als Statutarstadt (auch) im Range eines politischen Bezirks, die Gemeindebezirke werden einer Ortschaft vergleichbar gesehen: So wie in manchen Gegenden Ortsvorsteher als lokale Vertreter des Bürgermeisters amtieren, werden Gemeindebezirke von Bezirksvorstehern geführt.
Die Bezirke werden weiter in Bezirksteile untergliedert; sie haben zum Teil historische Bedeutung. In den Innenbezirken (2.–9.) sowie im 20. sind es die Vorstädte, aus denen 1850 diese Bezirke gebildet wurden. In den Außenbezirken sind Bezirksteile in der Regel die Orte, aus denen die Bezirke entstanden sind und mit den Katastralgemeinden des Grundbuchs deckungsgleich. Für neu entstandene Bezirksteile wurden gelegentlich Namen zuerst privatwirtschaftlich angewandt und später auch amtlich benützt (siehe z. B. Nordbahnviertel, Quartier Belvedere, Sonnwendviertel, Seestadt Aspern).

## Geschichte

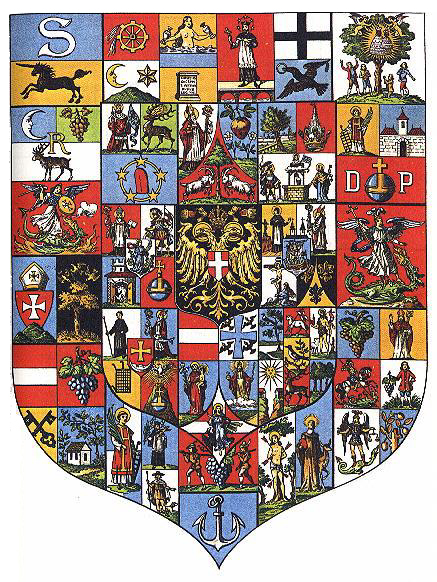
Vereinigtes Wappen Wiens (H. Ströhl, 1902)

### Die Stadt und ihre Vorstädte
Die ursprüngliche Stadt Wien bestand nur aus dem von den Stadtmauern umgebenen Gebiet, heute der Großteil des 1. Bezirks, der Inneren Stadt. Bis heute ist, wenn Wiener in Wien davon sprechen, „in die Stadt zu fahren“, zumeist der 1. Bezirk gemeint. Ab dem 15. Jahrhundert erfolgte auch vor der Stadtmauer eine intensivere Besiedlung. Am Beginn der Türkenbelagerung 1529 wurden die mittelalterlichen Vorstädte niedergebrannt, um dem Feind keine Deckung zu bieten. Die später entstandenen neuzeitlichen Vorstädte waren rechtlich der jeweiligen Grundherrschaft unterstehende Ortschaften. 1683 wurden die Vorstädte bei der zweiten Türkenbelagerung erneut stark in Mitleidenschaft gezogen. 1704 wurde im Bereich des heutigen Gürtels der Linienwall zu ihrem Schutz errichtet. (Der Begriff Linie stammt aus der militärischen Befestigungstechnik; im konkreten Fall bezeichnete er auch eine Umsatzsteuergrenze.)

### 1850: Vorstädte eingemeindet, Vororte selbstständig
1848/49 wurden die grundherrschaftlichen Rechte abgelöst, die Ortschaften zu Gemeinden. § 2 des Provisorischen Gemeindegesetzes 1849 bestimmte: Vorstädte haben mit der eigentlichen Stadt eine einzige Ortsgemeinde zu bilden. 1850 wurden die Stadt und 34 Vorstädte daher zusammengeschlossen; die Stadtmauer wurde erst ab 1858 demoliert. Die früheren Vorstädte wurden in die Bezirke 2 bis 8 eingeteilt.
Durch Teilungen entstanden später zehn Bezirke: 1861 wurde der 5. Bezirk vom 4. Bezirk abgetrennt, dadurch wurden die Bezirke 5–8 zu den Bezirken 6–9. 1874 wurden die außerhalb des neu konzipierten Gürtels gelegenen Teile des 4. und 5. Bezirks zum 10. Bezirk zusammengefasst (der 1892 und 1954 erweitert wurde).
Außerhalb des Linienwalls befanden sich die sogenannten Vororte, die teilweise – wie z. B. Währing – bereits zu kleineren Städten herangewachsen waren. Da der Linienwall eine Steuergrenze war, an der Einfuhren in die Stadt und die Vorstädte der Verzehrungssteuer unterworfen wurden, war das Leben in den Vororten deutlich billiger. Aus diesem Grund und weil einige Vororte längst zu selbstbewussten Gemeinden geworden waren, die ihre Autonomie durchaus schätzten, zogen sich die Verhandlungen zur Eingemeindung circa 20 Jahre hin.

### 1890–1892, 1904–1906: Vororte eingemeindet

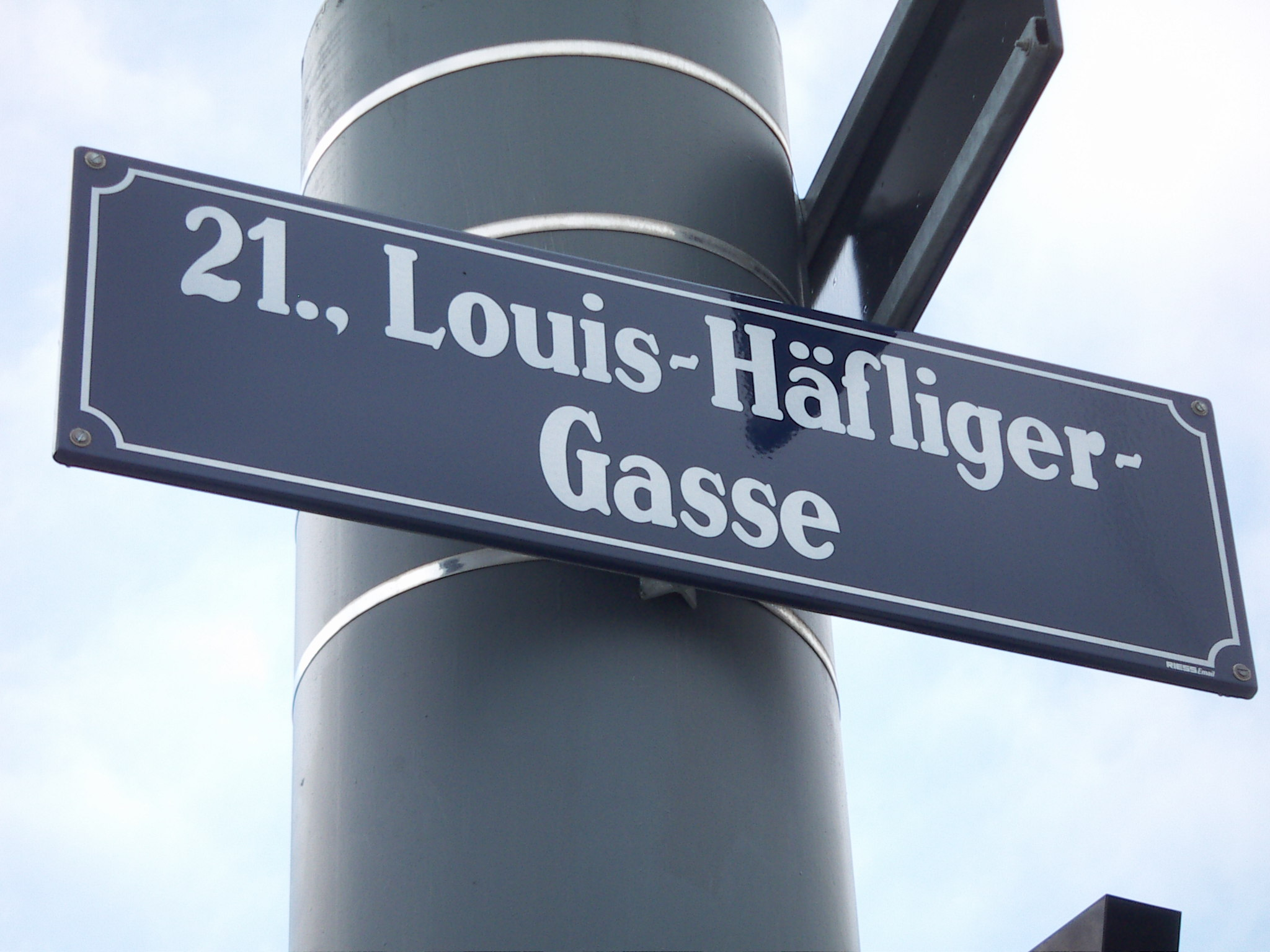
Straßenschild in der Louis-Häfliger-Gasse im 21. Bezirk

Erst als Kaiser Franz Joseph bei der Eröffnung des Türkenschanzparks in der Gemeinde Währing (heute 18. Bezirk) 1888 eine vermutlich von seinem k.k. Ministerpräsidenten und Jugendfreund Eduard Taaffe inspirierte, Aufsehen erregende Rede über die erhoffte baldige „Beseitigung der physischen Grenze der Vororte“ hielt, wurde das Vorhaben entscheidungsreif gemacht: Am 19. Dezember 1890 wurde das niederösterreichische Landesgesetz über die Eingemeindung von 34 Vororten und die Einteilung der Stadt in nunmehr 19 Bezirke beschlossen, am 1. Jänner 1892 hatten die Magistratischen Bezirksämter der neuen Bezirke 11 bis 19 und die anderen angepassten Verwaltungsstrukturen in Wirksamkeit zu treten. 1900 wurde der 20. Bezirk vom 2. abgetrennt. Ende 1904 mit Landesgesetz beschlossen, wurde die auf der östlichen Donauseite (am linken Donauufer) gelegene Großgemeinde Floridsdorf mit fünf weiteren Gemeinden und einigen Gemeindeteilen 1905/1906 als 21. Bezirk Teil von Wien. Das neue Bezirksamt für den 21. Bezirk nahm am 1. Jänner 1906 den Betrieb auf. Bis dahin hatte sich Wien nur im 2. Bezirk, der bis 1938 bis zum ehemaligen Hauptarm des Stromes, der Alten Donau, reichte, auf das linke Donauufer erstreckt.

### 1938: 97 Gemeinden eingemeindet

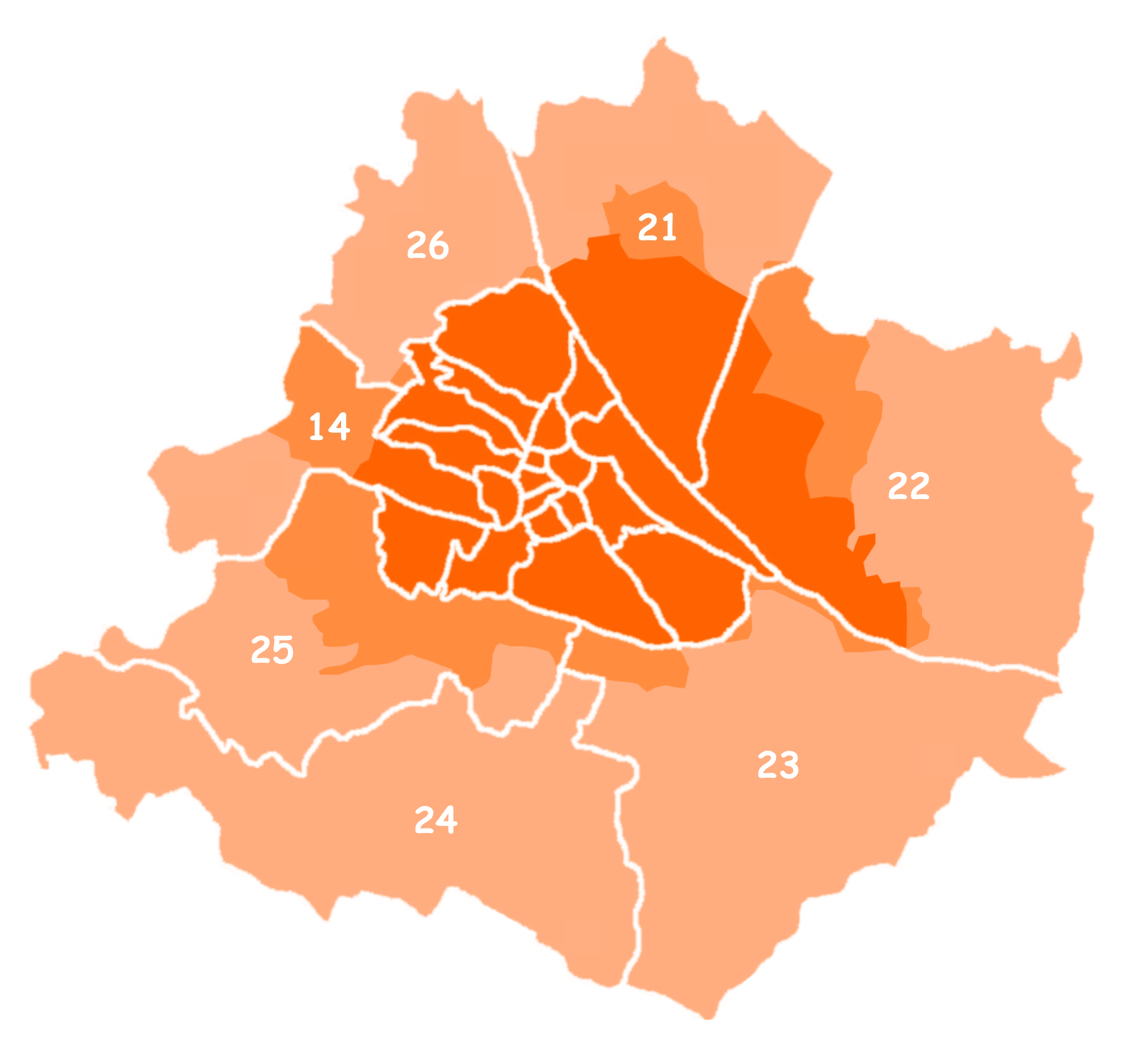
Karte von Groß-Wien:
Stadtgebiet bis 1938
1954 bei Wien verbliebenes Gebiet
1954 ausgegliedertes Gebiet

Nach dem „Anschluss“ im Jahr 1938 wurden durch Beschluss der Reichsregierung vom 1. Oktober mit Wirkung vom 15. Oktober 1938 97 niederösterreichische Ortschaften eingemeindet. Damit wurde Wien mit einer Fläche von 1215  km² zur „flächengrößten deutschen Stadt“. Das Ausmaß der Eingemeindungen galt bis zum Inkrafttreten der 1946 beschlossenen Gebietsänderungen im Jahr 1954 und führte zur Bezeichnung Groß-Wien. Dieses war in 26 Bezirke gegliedert. Neue Bezirke waren:
- 14. Bezirk: Penzing. Der frühere 14. Bezirk, Rudolfsheim, wurde mit Fünfhaus (15.) vereint, der frühere 13. zweigeteilt und erweitert.
- 22. Bezirk: Groß-Enzersdorf
- 23. Bezirk: Schwechat
- 24. Bezirk: Mödling
- 25. Bezirk: Liesing
- 26. Bezirk: Klosterneuburg

Die Orte Breitenfurt, Laab im Walde, Perchtoldsdorf, Vösendorf und Hennersdorf blieben nicht beim Bezirk Mödling, sondern wurden dem 25. Bezirk, Liesing, zugeschlagen. Die neuen Außenbezirke wurden als Landbezirke mit den Randgemeinden bezeichnet.
Nach dem Ende des Zweiten Weltkriegs wurde im Juni 1946 in Wien, in Niederösterreich und im Nationalrat verfassungsgesetzlich beschlossen, einen Großteil der Eingemeindungen rückgängig zu machen, doch scheiterte das Inkrafttreten der diesbezüglichen Gesetze am Widerstand der sowjetischen Vertreter im Kontrollrat. Daraufhin entstand folgender Kompromiss: Die Bürger dieser Bezirke durften Mandatare für den niederösterreichischen Landtag wählen, diese hatten aber dort kein Stimmrecht. Andererseits verblieben die Randgemeinden in Wien und unter Wiener Verwaltung, hatten aber keine Vertretung im Wiener Gemeinderat.

### 1954: 80 Gemeinden ausgeschieden
1954 stimmten auch die sowjetischen Vertreter der Besatzungsmächte der Wiederausgliederung vieler Randgemeinden zu; die 1946 beschlossenen Gesetze wurden kundgemacht und traten am 1. September 1954 in Kraft. Zu dieser Zeit hatten sich die Bürger vielfach aber schon an die Zugehörigkeit zu Wien gewöhnt. Wien selbst warb auch um ihr Verbleiben im Stadtverband. Es fanden sogar nichtoffizielle Volksabstimmungen statt, wie in Mödling und Klosterneuburg.
Die bereits 1945/46 getroffene politische Entscheidung blieb aber aufrecht: Nur Teile des 22. (heute Donaustadt) und 25. Bezirks (als 23. Bezirk) und etliche Orte am Stadtrand (insgesamt 17 Ortschaften) verblieben somit bei Wien. 80 Ortschaften kamen zurück zu Niederösterreich (Bezirk Wien-Umgebung). Wien verlor dadurch zwei Drittel seiner Fläche, die nunmehr 415 km² betrug.
Relikte von Groß-Wien sind heute noch bei Strom, Gas und Telefon sichtbar. Die Stromversorgung der Randgemeinden erfolgt größtenteils nach wie vor durch Wien Energie und nicht durch EVN. Kledering, Mauerbach, Perchtoldsdorf, Schwechat, Vösendorf und andere Randgemeinden bilden nach wie vor einen Teil des Wiener Telefonnetzes mit der Vorwahl 01 (bzw. +43-1 aus dem Ausland).

## Bezirke und Bezirksteile
Da sich das heutige Stadtgebiet durch zahlreiche Eingemeindungen ehemaliger Vorstädte und Vororte ergab, findet man deren Namen und die Namen einstiger Orte noch immer auf dem Stadtplan. Bis heute bestehen in einigen Teilen der Stadt baulich sowie mental abgrenzbare Nachbarschaften bzw. Wohngegenden, Viertel oder Quartiere, ortsüblich Grätzl genannt. Besonders deutlich sichtbar ist dies in den Außenbezirken, wo sich oft die traditionellen Ortskerne (z. B. Kaiserebersdorf, Mauer, Hütteldorf, Grinzing) erhalten haben.
Die Bezirke 1 bis 9 gelten als Innenbezirke (auch innerhalb des Gürtels gelegen bezeichnet, obwohl das für den 2. und Teile des 3. Bezirks nicht stimmt). Oft wird auch der 20. Bezirk dazugezählt (etwa beim einschlägigen Dehio), da er vom 2. Bezirk abgespalten wurde und auch eine eher innerstädtische Siedlungsstruktur ohne alte Ortskerne aufweist. Alle anderen, insbesondere die Bezirke 10 bis 19, werden als Außenbezirke bezeichnet. Für den 21., 22. und 23. Bezirk wird auch die Bezeichnung Randbezirke verwendet.
Im Laufe der Jahrzehnte wurden Bezirksgrenzen nicht nur 1938 geändert. So gelangte z. B. der Teil der Alservorstadt südlich der Alser Straße, 1850 Teil des heutigen 9. Bezirks, 1862 zum 8. Bezirk. In den am westlichen Gürtel gelegenen Bezirken wurden 1905 Bezirksgrenzen, die noch aus der Zeit des Linienwalls in Parallelgassen verliefen, an den Gürtel verlegt. (So kam z. B. die Wiener Volksoper vom 18. in den 9. Bezirk.) Der Exerzierplatz Schmelz, dessen unverbauter Rest sich heute im 15. Bezirk befindet, zählte einst zu drei anrainenden Bezirken. Der Ort Albern an der Donau musste aus besatzungsrechtlichen Gründen 1954 und 1956 den Bezirk wechseln. Die Grenze zwischen 21. und 22. Bezirk wurde 1954 großräumig nordwärts verlegt. In den letzten dreißig Jahren erfolgten kleinere Grenzverschiebungen, um Infrastruktureinrichtungen wie den Naschmarkt (2009 ganz zum 6.) einem statt zwei Bezirken zuordnen zu können.
Obwohl er die wenigsten Einwohner hat, zählt der 1. Bezirk mit 108.679 Erwerbstätigen (inkl. Selbständige) die meisten Arbeitnehmer. Grund für diese hohe Arbeitsplatzdichte ist einerseits der Tourismus, der die Geschäftsstraßen und -gassen belebt, andererseits die gute Erreichbarkeit im Zentrum der Stadt, für viele Firmen speziell im Dienstleistungsbereich ein wichtiger Standort- und Prestigefaktor.
Die Donaustadt, der 22. Bezirk, ist flächenmäßig und nach Einwohnern der größte Bezirk. Er umfasst 10.230 Hektar Fläche und 228.158 Einwohner. Aufgrund der großen Fläche zählt die Donaustadt allerdings auch zu den am dünnsten besiedelten Bezirken. Einzig der 13. Bezirk im Westen der Stadt, Hietzing, weist mit 1488 Einwohnern pro km² eine noch geringere Bevölkerungsdichte auf, weil der fast unbesiedelte Lainzer Tiergarten (25 km²) zum Bezirk gehört.
Die kleinste Fläche besitzt der 8. Bezirk, die Josefstadt. Da auf den nur 1,09 km² 24.242 Einwohner leben, ergibt das die zweithöchste Bevölkerungsdichte der Stadt. Eine noch höhere Dichte gibt es im 5. Bezirk, Margareten. Auf zwei Quadratkilometern leben dort 54.581 Einwohner, was mit 27.128 Einwohnern pro km² alle anderen Bezirke der Stadt übertrifft.
Beim Anführen von Bezirksnamen in Texten ist zu beachten, dass die Namen des 1., 2., 3., 4., 8., 20. und des 22. Bezirks weiblich sind und mit Artikel genannt werden (etwa „in der Leopoldstadt“, „auf der Wieden“, „die Josefstadt“), die Namen des 7. und des 9. Bezirks hingegen männlich („am Neubau“, „der Alsergrund“) und ebenfalls mit Artikel genannt werden. Alle anderen Bezirksnamen werden ohne Artikel (z. B. „in Döbling“) zitiert.
| Nr. | Gemeindebezirk       | Wappen               | Bezirksteile | Eingemeindung | Fläche in ha | Einwohner (2025) | Einwohner je km² | Beschäftigte (2016) |
| --- | -------------------- | -------------------- | --- | --- | ------------ | ---------------- | ---------------- | ------------------- |
| 01  | Innere Stadt         | Innere Stadt         | — | 1850: Bezirksfläche außerhalb der Stadtmauer | 286,9        | 16.281           | 5.675            | 108.679             |
| 02  | Leopoldstadt         | Leopoldstadt         | Jägerzeile Leopoldstadt Zwischenbrücken | 1850 inkl. Brigittenau, seit 1900 20. Bezirk, mit Kaisermühlen, 1938 zum 21., 1954 zum 22. Bezirk; 1954 / 1955 mit Albern (siehe 11. Bezirk) | 1.924,2      | 112.675          | 5.856            | 66.945              |
| 03  | Landstraße           | Landstraße           | Landstraße Erdberg Weißgerberviertel | 1850; seit 1938 mit Arsenal und Schweizergarten (vorher 10. Bezirk) | 739,8        | 98.881           | 13.366           | 101.100             |
| 04  | Wieden               | Wieden               | Hungelbrunn Schaumburgergrund Wieden | 1850 (bis 1861 inkl. Margareten, bis 1874 inkl. Teil Favoritens) | 177,5        | 33.444           | 18.842           | 28.439              |
| 05  | Margareten           | Margareten           | Hungelbrunn Hundsturm Laurenzergrund Margareten Matzleinsdorf Nikolsdorf Reinprechtsdorf                                                                         | 1850 als Teil Wiedens, 1861 Bezirk (bis 1874 inkl. Teil Favoritens) | 201,2        | 54.581           | 27.128           | 20.567              |
| 06  | Mariahilf            | Mariahilf            | Gumpendorf Laimgrube Magdalenengrund Mariahilf Windmühle | 1850 (bis 1861 als 5. Bezirk geführt) | 145,5        | 31.083           | 21.363           | 28.676              |
| 07  | Neubau               | Neubau               | Altlerchenfeld Neubau Sankt Ulrich Schottenfeld Spittelberg Auch kleine Teile der ehemaligen Vorstädte Mariahilf, Laimgrube und Altlerchenfeld gehören zu Neubau | 1850 (bis 1861 als 6. Bezirk geführt) | 160,8        | 31.330           | 19.484           | 33.592              |
| 08  | Josefstadt           | Josefstadt           | Alservorstadt Altlerchenfeld Breitenfeld Josefstadt Strozzigrund                                                                                                 | 1850 (bis 1861 als 7. Bezirk geführt); seit 1862 mit Teil der Alservorstadt (bis dahin beim 9. Bezirk) | 109,0        | 24.242           | 22.240           | 15.762              |
| 09  | Alsergrund           | Alsergrund           | Alservorstadt Althangrund Himmelpfortgrund Lichtental Michelbeuern Rossau Thurygrund                                                                             | 1850 (bis 1861 als 8. Bezirk geführt); bis 1862 Alservorstadt auch südlich der Alser Straße, dann zum 8. Bezirk | 296,7        | 41.664           | 14.042           | 49.847              |
| 10  | Favoriten            | Favoriten            | Favoriten Inzersdorf Stadt Oberlaa Rothneusiedl Unterlaa | 1850: nördlicher Teil im 4., ab 1861 auch 5. Bezirk; 1874: 10. Bezirk, 1892 bis zur Donauländebahn; 1938: Arsenal zum 3. Bezirk; Rothneusiedl, Oberlaa, Unterlaa eingemeindet (23. Bezirk, Schwechat), seit 1954 im 10. Bezirk                       | 3.182,8      | 223.190          | 7.012            | 76.051              |
| 11  | Simmering            | Simmering            | Albern Kaiserebersdorf Simmering | 1892, 1938 (Albern 1938–1954 beim 23. Bezirk, Schwechat, 1954–1955 beim 2. Bezirk) | 2.325,6      | 112.149          | 4.822            | 36.983              |
| 12  | Meidling             | Meidling             | Altmannsdorf Gaudenzdorf Hetzendorf Obermeidling Untermeidling                                                                                                   | 1892 | 810,3        | 102.393          | 12.636           | 38.336              |
| 13  | Hietzing             | Hietzing             | Hietzing Unter-St.-Veit Ober-St.-Veit Hacking Lainz Speising | 1892; bis 1938 mit Baumgarten, Breitensee, Hütteldorf, Penzing; seit 1938 mit Friedensstadt, Siedlung Auhofer Trennstück und benachbarten Siedlungen; 1938: Lainzer Tiergarten eingemeindet (damals 25., 1954 23. Bezirk; seit 1956 beim 13. Bezirk) | 3.771,5      | 56.108           | 1.488            | 24.184              |
| 14  | Penzing              | Penzing              | Baumgarten Breitensee Hadersdorf-Weidlingau Hütteldorf Penzing                                                                                                   | 1892 Baumgarten, Breitensee, Hütteldorf und Penzing Teile des 13. Bezirks, 1938: 14. Bezirk mit Hadersdorf-Weidlingau | 3.376,3      | 99.049           | 2.934            | 29.830              |
| 15  | Rudolfsheim-Fünfhaus | Rudolfsheim-Fünfhaus | Rudolfsheim Fünfhaus Sechshaus | 1892 (bis 1938: 14., Rudolfsheim bzw. 15., Fünfhaus, dann bis 1957 Bezirksname Fünfhaus) | 391,8        | 75.902           | 19.373           | 29.852              |
| 16  | Ottakring            | Ottakring            | Neulerchenfeld Ottakring | 1892 | 867,3        | 102.727          | 11.844           | 28.509              |
| 17  | Hernals              | Hernals              | Hernals Dornbach Neuwaldegg | 1892 | 1.139,1      | 56.767           | 4.983            | 15.070              |
| 18  | Währing              | Währing              | Gersthof Pötzleinsdorf Währing Weinhaus | 1892 (bis 1938 mit Neustift am Walde und Salmannsdorf) | 634,7        | 51.376           | 8.095            | 14.364              |
| 19  | Döbling              | Döbling              | Grinzing Heiligenstadt Josefsdorf Kahlenbergerdorf Neustift am Walde Nussdorf Oberdöbling Salmannsdorf Sievering Unterdöbling                                    | 1892, Kuchelauer Hafen 1938; seit 1938 mit Neustift am Walde und Salmannsdorf (bis dahin 18. Bezirk) | 2.494,4      | 76.074           | 3.050            | 31.901              |
| 20  | Brigittenau          | Brigittenau          | Brigittenau Zwischenbrücken | 1850 als Teil des 2. Bezirks, 1900 von diesem abgetrennt | 571,0        | 86.950           | 15.228           | 29.541              |
| 21  | Floridsdorf          | Floridsdorf          | Donaufeld Floridsdorf Großjedlersdorf Jedlesee Leopoldau Stammersdorf Strebersdorf                                                                               | 1905, 1911 (Strebersdorf), 1905–1938 mit Aspern, Hirschstetten, Lobau, Stadlau, 1905–1954 mit Kagran, ab 1938 mit Stammersdorf, 1938–1954 mit Kaisermühlen                                                                                           | 4.444,3      | 189.551          | 4.265            | 55.691              |
| 22  | Donaustadt           | Donaustadt           | Aspern Breitenlee Essling Hirschstetten Kagran Kaisermühlen Stadlau Süßenbrunn                                                                                   | 1905–1938: Aspern, Hirschstetten, Lobau, Stadlau im 21. Bezirk; 1938: 22. Bezirk, Groß-Enzersdorf, mit Breitenlee, Essling, Süßenbrunn; 1954: Kagran, Kaisermühlen vom 21. Bezirk, Groß-Enzersdorf u. a. zu Niederösterreich                         | 10.229,9     | 228.158          | 2.230            | 63.126              |
| 23  | Liesing              |                      | Atzgersdorf Erlaa Inzersdorf Kalksburg Liesing Mauer Rodaun Siebenhirten                                                                                         | 1938: 25. Bezirk (mit größerem Umfang), 1954: 23. Bezirk, 1956: Lainzer Tiergarten zum 13. Bezirk | 3.206,2      | 123.714          | 3.859            | 53.963              |
|     | Stadt Wien           | Wien                 | — | — | 41.487,1     | 2.028.289        | 4890             | 981.008             |
| Nr. | Gemeindebezirk       | Wappen               | Bezirksteile | Eingemeindung | Fläche in ha | Einwohner (2025) | Einwohner je km² | Beschäftigte (2016) |

## Politik
„Bezirksparlament“ jedes Bezirks ist die Bezirksvertretung, deren Wahlen (mit separatem Stimmzettel) gleichzeitig mit den Gemeinderatswahlen erfolgen; ihr einzelnes Mitglied wird als Bezirksrat bezeichnet. Bei den Bezirksvertretungswahlen sind seit 1995 auch ständig in Wien lebende Bürger anderer EU-Mitgliedstaaten wahlberechtigt.
Repräsentant eines Bezirks ist der gewählte Bezirksvorsteher. Er wird immer von der bei den Bezirksvertretungswahlen stimmenstärksten Partei gestellt, einer seiner beiden Stellvertreter ebenfalls. Der zweite Stellvertreter gehört der zweitstärksten Partei des Bezirkes an. Derzeit stellen den Bezirksvorsteher im 7., 8. und 18. Bezirk die Grünen, die ÖVP im 1. Bezirk sowie in den zum beträchtlichen Teil Villenviertel umfassenden Bezirken 13 und 19. In den anderen Bezirken wird der Bezirksvorsteher von der SPÖ gestellt (alle Angaben auf Grund der Ergebnisse der Kommunalwahlen in Wien).
Bezirksvertretung und Bezirksvorsteher haben ihren Sitz jeweils in einem Amtsgebäude im Bezirk, nunmehr auch die des 14. Bezirks, die bis 2015 im Amtshaus Hietzing untergebracht waren.
Die Magistratischen Bezirksämter (MBAs) befinden sich jeweils ebenfalls in dem Bezirk, für den sie zuständig sind; durch Zusammenlegungen entstanden aber Ämter, die für mehrere Bezirke zuständig sind. Es gibt jeweils ein Bezirksamt für den 1. und 8. Bezirk, für den 2. und 20. Bezirk, für den 4. und 5. Bezirk, für den 3. und 11. Bezirk, für den 6. und 7. Bezirk, für den 9. und 17. Bezirk, für den 13. und 14. Bezirk, für den 15. und 16. Bezirk sowie für den 18. und 19. Bezirk. Die MBAs sind nicht den Bezirkspolitikern unterstellt, sondern dem Magistratsdirektor, da sie als „Dependance“ des Magistrats der Stadt Wien bzw. des Amtes der Wiener Landesregierung fungieren.
2002 hat der Wiener Landtag das Wahlrecht bei den Bezirkswahlen auch auf Nicht-EU-Bürger, die mindestens fünf Jahre in Wien ihren Wohnsitz haben, ausgedehnt. Diese Regelung wurde jedoch 2004 auf Grund einer Beschwerde der FPÖ und der ÖVP vom Verfassungsgerichtshof wieder aufgehoben, bevor sie zur Anwendung gelangt wäre.
Der Gemeinderat (personenidentisch mit dem Wiener Landtag) hat den Bezirken im Sinn der Dezentralisierung Finanzmittel zur autonomen Verwendung zugeteilt, zum Beispiel zur Erhaltung der Pflichtschulen, der Verkehrsflächen (soweit diese nicht dem höherrangigen Straßennetz angehören) und der Parkanlagen. Weiters sind die Bezirke in wichtige Vorgänge der Stadtplanung, der Verkehrsorganisation und des Bauwesens eingebunden. Entscheidungen dazu hat jeweils die Bezirksvertretung oder der von ihr damit beauftragte Ausschuss zu treffen. Als zweite Instanz fungiert der Gemeinderat bzw. der zuständige amtsführende Stadtrat.

### Bezirksvorstehungen
| Gemeindebezirk            | Bild | Adresse                   | Anmerkung                                                            |
| ------------------------- | ---- | ------------------------- | -------------------------------------------------------------------- |
| 1., Innere Stadt          |      | Wipplingerstraße 6–8      | (Altes Rathaus) Gebäude unter Denkmalschutz                          |
| 2., Leopoldstadt          |      | Karmelitergasse 9         | Gebäude unter Denkmalschutz                                          |
| 3., Landstraße            |      | Karl-Borromäus-Platz 3    | Gebäude unter Denkmalschutz                                          |
| 4., Wieden                |      | Favoritenstraße 18        |                                                                      |
| 5., Margareten            |      | Schönbrunner Straße 54    |                                                                      |
| 6., Mariahilf             |      | Amerlingstraße 11         | Gebäude unter Denkmalschutz                                          |
| 7., Neubau                |      | Hermanngasse 24–26        | Gebäude unter Denkmalschutz                                          |
| 8., Josefstadt            |      | Schlesingerplatz 4        | Gebäude unter Denkmalschutz                                          |
| 9., Alsergrund            |      | Währinger Straße 43       | Gebäude unter Denkmalschutz                                          |
| 10. Favoriten             |      | Keplerplatz 5             | Gebäude unter Denkmalschutz                                          |
| 11., Simmering            |      | Enkplatz 2                | Gebäude unter Denkmalschutz                                          |
| 12., Meidling             |      | Schönbrunner Straße 259   |                                                                      |
| 13., Hietzing             |      | Hietzinger Kai 1–3        | Gebäude unter Denkmalschutz                                          |
| 14., Penzing              |      | Hütteldorfer Straße 188   | (Ehemaliges Geriatriezentrum Baumgarten) Gebäude unter Denkmalschutz |
| 15., Rudolfsheim-Fünfhaus |      | Gasgasse 8–10             | Gebäude unter Denkmalschutz                                          |
| 16., Ottakring            |      | Richard-Wagner-Platz 19   | Gebäude unter Denkmalschutz                                          |
| 17., Hernals              |      | Elterleinplatz 14         | Gebäude unter Denkmalschutz                                          |
| 18., Währing              |      | Martinstraße 100          | Gebäude unter Denkmalschutz                                          |
| 19., Döbling              |      | Grinzinger Allee 6        |                                                                      |
| 20., Brigittenau          |      | Brigittaplatz 10          | Gebäude unter Denkmalschutz                                          |
| 21., Floridsdorf          |      | Am Spitz 1                | Gebäude unter Denkmalschutz                                          |
| 22., Donaustadt           |      | Dr.-Adolf-Schärf-Platz 8  |                                                                      |
| 23., Liesing              |      | Perchtoldsdorfer Straße 2 | Gebäude unter Denkmalschutz                                          |